# La Parapluie fantastique
La Parapluie fantastique er en fransk stumfilm fra 1903 af Georges Méliès.